# Pierre Dadot
Pierre Dadot est un homme politique français né le 20 mai 1892 à Bully (Loire) et mort le 10 avril 1959 à Rueil-Malmaison (Hauts-de-Seine).

## Biographie
Fraiseur, ancien combattant de la Première Guerre mondiale au cours de laquelle il obtient la croix de guerre avec palmes et la Légion d'honneur en raison de ses graves blessures, syndicaliste de la CGTU, il est secrétaire de la fédération unitaire des travailleurs de l’État et membre de l'organisme de direction de cette confédération jusqu'en 1935. 
Conseiller municipal de Rueil-Malmaison, il est élu député communiste de Seine-et-Oise de 1936 à 1940 et s'intéresse particulièrement aux problèmes liés à la Fonction publique. 
Il est conseiller général de Seine-et-Oise, élu du canton de Marly-le-Roi de 1937 à 1940.
Député membre du groupe ouvrier et paysan français, il est arrêté le 8 octobre 1939, déchu de son mandat le 21 janvier 1940 et condamné le 3 avril 1940 par le 3e tribunal militaire de Paris à 4 ans de prison avec sursis, 4 000 francs d'amende et 4 ans de privation de ses droits civiques et politiques pour être en accord avec la lettre du 1er octobre au président Herriot. Il est emprisonné jusqu'en février 1941 au château de Baillet, à l'île d'Yeu, à la prison de la Santé puis au sanatorium d'Aincourt et n'est libéré que le 26 février 1941, en raison de ses infirmités. Il entre alors dans les Francs-tireurs et partisans dans la Drôme dont il intègre le comité cantonal de libération.
Après la guerre, il reprend ses fonctions syndicales et politiques, sans briguer un nouveau mandat de parlementaire. Il s'investit à nouveau dans la Fédération des Travailleurs de l'Etat, dont il devient le secrétaire général jusqu'en 1948.

## Décorations
- Croix de guerre 1914–1918 avec palmes
- Chevalier de la Légion d'honneur